# الطيب عبد الرحيم
الطيب عبد الرحيم واسمه الكامل طيب عبد الرحيم محمود عبد الحليم (1943 في عنبتا - 18 مارس 2020 في القاهرة) سياسي فلسطيني، تولى منصب أمين عام الرئاسة الفلسطينية، وهو عضو اللجنة المركزية السابق لحركة فتح، وأحد مؤسسي السلطة الوطنية الفلسطينية.

## النشأة والتحصيل العلمي
في عام 1943، وُلد طيب عبد الرحيم محمود عبد الحليم في بلدة عنبتا شرق محافظة طولكرم، لعائلة فلسطينية والده الشاعر الفلسطيني عبد الرحيم محمود. تلقى تعليمه المدرسي والتحق بجامعة الأزهر عام 1962، وحصل منها على درجة البكالوريوس في التجارة.

## الحياة السياسية والعسكرية
خلال فترة دراسته في جامعة الأزهر، تولى رئاسة اتحاد طلبة فلسطين في القاهرة عام 1966. وكان من ضمن الدفعة الأولى من حركة فتح الذين التحقوا بالأكاديمية العسكرية في مدينة نانجينغ في الصين.
بعد عودته، صار المفوض السياسي العام لقوات الثورة ومن ثم أصبح مديرًا لإذاعة صوت العاصفة في الفترة 1969-1970، ثم مديرًا لإذاعة منظمة التحرير 1973-1975.
عُيِّن سفيرًا لمنظمة التحرير الفلسطينية لدى الصين، وتولّى مهمة تمثيل منظمة التحرير في مصر ويوغوسلافيا، ولاحقًا سفير منظمة التحرير الفلسطينية لدى الأردن حتى عام 1995. كان عبد الرحيم عضوًا في المجلس الوطني الفلسطيني منذ عام 1977، وعضوًا في المجلس الثوري لحركة فتح منذ عام 1980 وأيضًا عضوًا في اللجنة المركزية لحركة فتح منذ عام 1988. شارك في اتفاقيات أوسلو، وهو يُعد أحد مؤسسي السلطة الوطنية الفلسطينية. عاد مع الرئيس الفلسطيني ياسر عرفات إلى الأراضي الفلسطينية، وأوكل له مهام شؤون الرئاسة الفلسطينية عام 1993 واستمر في المنصب حتى وفاته.
اُنتخب عضوًا في المجلس التشريعي الفلسطيني بعد الانتخابات العامة الفلسطينية عام 1996 حيث حصل على 10,363 صوتًا في دائرة محافظة طولكرم ممثلًا عن حركة فتح.
ترأس خلال حياته لجنة الحوار مع جماعات المعارضة الفلسطينية عام 1996، واللجنة الوطنية للتحقيق في الفساد عام 1997، وأيضًا رئاسة الحملة الانتخابية للرئيس محمود عباس بالإضافة إلى رئاسة اللجنة الوطنية للتحقيق بالتقصير في التصدي للميليشيات الخارجة عن القانون بقطاع غزة عام 2007.

## أوسمة
- في 22 ديسمبر 1989، منحه رئيس يوغسلافيا الاتحادية الاشتراكية وسام العلم اليوغسلافي مع الشرف؛ لخدماته في تطوير وتقوية التعاون السلمي وعلاقات الصداقة بين جمهورية يوغسلافيا الاتحادية الاشتراكية ودولة فلسطين.
- عام 1994، منحه ملك الأردن الحسين بن طلال وسام الاستقلال من الدرجة الأولى، تقديرًا للصفات الحميدة التي إتصف بها.
- 11 ديسمبر 2007، منحه رئيس السلطة الوطنية الفلسطينية محمود عباس وسام نجمة الشرف الفلسطينية من الدرجة العليا، لنضاله الدؤوب ونزاهته والتزامه وتفانيه في تنفيذ المهمات الموكولة له طوال مسيرة الثورة والسلطة الوطنية الفلسطينية ومثابرته على أداء واجباته في خدمة قضايا الشعب الفلسطيني وأهدافه الوطنية.[8]
- 14 ديسمبر 2011، قلده الوزير سيرجي ستيباشين، رئيس هيئة الرقابة والمحاسبة ورئيس الجمعية الإمبراطورية الأرثوذكسية، وسام الشرف الروسي، تقديرًا لجهوده في تعزيز علاقات الصداقة التاريخية القائمة بين روسيا وفلسطين.[9]
- في 20 يناير 2016، قلده الرئيس الصيني شي جين بينغ وسام جائزة المساهمات البارزة للصداقة الصينية العربية؛ تقديرًا للمساهمات البارزة التي قام بها من أجل تعزيز العلاقات بين الشعبين الفلسطيني والصيني وسبل تطويرها، وكان من جملة الـ10 شخصيات العربية التي عملت على تحسين العلاقات العربية الصينية السيد بطرس غالي الأمين العام السابق للأمم المتحدة.[10]

## الوفاة
يوم 18 مارس 2020، تُوفي الطيب عبد الرحيم بعد تعرضه لأزمة صحية مفاجئة في العاصمة المصرية القاهرة.